# Rubia pavlovii
Rubia pavlovii är en måreväxtart som beskrevs av M.S. Bajtenov och Myrz.. Rubia pavlovii ingår i släktet krappar, och familjen måreväxter.
Artens utbredningsområde är Kazakstan. Inga underarter finns listade i Catalogue of Life.